# Death - Pierce Me (demo)
Death - Pierce Me es un demo perteneciente a la banda de depressive suicidal black metal, llamada Silencer. Este material de una sola canción, fue producido a fines de 1998, con Nattramn en voz y el guitarrista Leere. El dúo contaría con la participación del baterista de sesión Jonas Mattsson.

## Lista de canciones
| Death - Pierce Me |                     |          |  |
| N.º               | Título              | Duración |  |
| 1.                | «Death - Pierce Me» | 11:33    |  |

## Créditos
- Nattramn: Voz
- Leere: Guitarra
- Jonas Mattsson: Batería